# العلاقات المكسيكية الرومانية
العلاقات المكسيكية الرومانية هي العلاقات الثنائية التي تجمع بين المكسيك ورومانيا.

## مقارنة بين البلدين
هذه مقارنة عامة ومرجعية للدولتين:
| وجه المقارنة                                              | المكسيك                                                                               | رومانيا                                                                               |
| --------------------------------------------------------- | ------------------------------------------------------------------------------------- | ------------------------------------------------------------------------------------- |
| المساحة (كم2)                                             | 1.97 مليون                                                                            | 238.40 ألف                                                                            |
| عدد السكان (نسمة)                                         | 130.53 مليون                                                                          | 19.59 مليون                                                                           |
| الكثافة السكانية (ن./كم²)                                 | 66.26                                                                                 | 82.17                                                                                 |
| العاصمة                                                   | مدينة مكسيكو                                                                          | بوخارست                                                                               |
| اللغة الرسمية                                             | اللغة الإسبانية                                                                       | اللغة الرومانية                                                                       |
| العملة                                                    | بيزو مكسيكي                                                                           | ليو روماني                                                                            |
| الناتج المحلي الإجمالي (بليون دولار)                      | 1.15 تريليون                                                                          | 211.80 مليار                                                                          |
| الناتج المحلي الإجمالي (تعادل القوة الشرائية) بليون دولار | 2.16 تريليون                                                                          | 465.56 مليار                                                                          |
| الناتج المحلي الإجمالي الاسمي للفرد دولار أمريكي          | 9.01 ألف                                                                              | 9.47 ألف                                                                              |
| الناتج المحلي الإجمالي للفرد دولار أمريكي                 | 17.32 ألف                                                                             | 23.63 ألف                                                                             |
| مؤشر التنمية البشرية                                      | 0.756                                                                                 | 0.793                                                                                 |
| رمز المكالمات الدولي                                      | +52                                                                                   | +40                                                                                   |
| رمز الإنترنت                                              | .mx                                                                                   | .ro                                                                                   |
| المنطقة الزمنية                                           | منطقة زمنية وسطى، المنطقة الزمنية الجبلية، زمن منطقة المحيط الهادئ، منطقة زمنية شرقية | ت ع م+02:00، ت ع م+03:00، أوروبا/بوخارست ‏، توقيت شرق أوروبا، توقيت شرق أوروبا الصيفي ‏ |

## مدن متوأمة
في ما يلي قائمة باتفاقيات التوأمة بين مدن مكسيكية ورومانية:
- ترتبط Monterrey Municipality [الإنجليزية]‏ مع ياش باتفاقية توأمة.
- ترتبط مونتيري مع ياش باتفاقية توأمة منذ 1993.
- ترتبط كانكون مع تيميشوارا باتفاقية توأمة.[18]
- ترتبط Benito Juárez Municipality, Quintana Roo [الإنجليزية]‏ مع تيميشوارا باتفاقية توأمة.[18]

## منظمات دولية مشتركة
يشترك البلدان في عضوية مجموعة من المنظمات الدولية، منها:
| علم المنظمة | اسم المنظمة                        | تاريخ انضمام المكسيك | تاريخ انضمام رومانيا |
| ----------- | ---------------------------------- | -------------------- | -------------------- |
|             | مؤسسة التنمية الدولية              | 24 أبريل 1961        | 12 أبريل 2014        |
|             | المنظمة الهيدروغرافية الدولية      | ?                    | ?                    |
|             | مؤسسة التمويل الدولية              | 20 يوليو 1956        | 23 سبتمبر 1990       |
|             | منظمة حظر الأسلحة الكيميائية       | ?                    | ?                    |
|             | يونسكو                             | 4 نوفمبر 1946        | 27 يوليو 1956        |
|             | الأمم المتحدة                      | 7 نوفمبر 1945        | 14 ديسمبر 1955       |
|             | الاتحاد الدولي للاتصالات           | 1 يوليو 1908         | 9 فبراير 1866        |
|             | منظمة الشرطة الجنائية الدولية      | ?                    | ?                    |
|             | البنك الدولي للإنشاء والتعمير      | 31 ديسمبر 1945       | 15 ديسمبر 1972       |
|             | الاتحاد البريدي العالمي            | ?                    | ?                    |
|             | مجموعة أستراليا                    | 2013                 | 1995                 |
|             | وكالة ضمان الاستثمار متعدد الأطراف | 1 يوليو 2009         | 10 سبتمبر 1992       |
|             | منظمة التجارة العالمية             | 1995                 | 1995                 |
|             | الفريق المعني برصد الأرض           | ?                    | ?                    |
|             | مجموعة الموردين النوويين           | ?                    | ?                    |

## وصلات خارجية
- موقع وزارة الخارجية المكسيكية
- موقع وزارة الخارجية الرومانية